# Rađevići
Rađevići är ett samhälle i Montenegro. Det ligger i den norra delen av landet, 110 km norr om huvudstaden Podgorica. Rađevići ligger 849 meter över havet och antalet invånare är 166.
Terrängen runt Rađevići är kuperad. Runt Rađevići är det ganska glesbefolkat, med 48 invånare per kvadratkilometer. Närmaste större samhälle är Pljevlja, 18,8 km sydost om Rađevići. Omgivningarna runt Rađevići är en mosaik av jordbruksmark och naturlig växtlighet.